# Рылов, Михаил Владимирович
Михаил Владимирович Рылов (3 февраля 1970, Магнитогорск, Челябинская область) — советский и российский футболист, выступавший на всех позициях в поле, российский футбольный тренер. Рекордсмен клуба «Носта» (Новотроицк) по числу сыгранных матчей на профессиональном уровне.

## Биография
Воспитанник магнитогорского футбола. Основная позиция — защитник, но играл также полузащитником и нападающим. Взрослую карьеру начал в 1987 году в клубе «Металлург» (Магнитогорск), выступавшем во второй лиге, параллельно играл за «Металлург» (Новотроицк) в соревнованиях КФК.
В 1989 году перешёл в «МЦОП-Металлург» (Верхняя Пышма) — фарм-клуб свердловского «Уралмаша», в его составе провёл один сезон во второй лиге и один — в первенстве КФК. В 1991 году сыграл один матч за основной состав «Уралмаша» в первой лиге СССР.
В ходе сезона 1991 года перешёл в новотроицкий «Металлург» (позднее — «Носта»), игравший к тому времени на профессиональном уровне. В составе «Носты» выступал 13 сезонов с перерывами (без учёта выступлений в КФК), за это время сыграл 327 матчей (по другим данным — 332) в первенствах СССР и России. Является рекордсменом клуба по числу сыгранных матчей.
Также выступал на профессиональном уровне в первенствах России за «Металлург» (Магнитогорск), «Газовик» (Оренбург) и «Энергетик» (Урень). В конце карьеры играл за клуб из Магнитогорска в соревнованиях ЛФЛ.
В середине 2010-х годов работал главным тренером «Магнитогорска» в любительских соревнованиях.

## Личная жизнь
Сын Евгений (род. 1996) — российский пловец, олимпийский чемпион, многократный чемпион мира и Европы, заслуженный мастер спорта России.